# Amédée Couesnon
Auguste Amédée Couesnon, né le 7 novembre 1850 à Provins (Seine-et-Marne) et mort le 29 septembre 1931 à Château-Thierry (Aisne), est un homme politique et dirigeant d'entreprise français.

## Biographie
Propriétaire de l'importante fabrique d'instruments de musique Couesnon, il est député de l'Aisne de 1907 à 1919, inscrit au groupe de la Gauche radicale-socialiste. Lors des trois élections de 1907, 1910 et 1914, il est élu au premier tour. A l'Assemblée nationale, il contribue notamment sur les sujets militaires et proches de son industrie. 
Ses interventions « pleines de bon sens » inspirent à la presse de l'époque le néologisme « couesnonnades ».
Il ne se présente pas aux élections de 1919.

## Dans la culture
Il est le pivot de la pièce La valise de Jaurès, créée à Toulouse à l'occasion des 150 ans de la naissance de Jean Jaurès, où son personnage est joué par Serge Le Lay.

## Sources
- « Amédée Couesnon », dans le Dictionnaire des parlementaires français (1889-1940), sous la direction de Jean Jolly, PUF, 1960 [détail de l’édition]